# Bourke

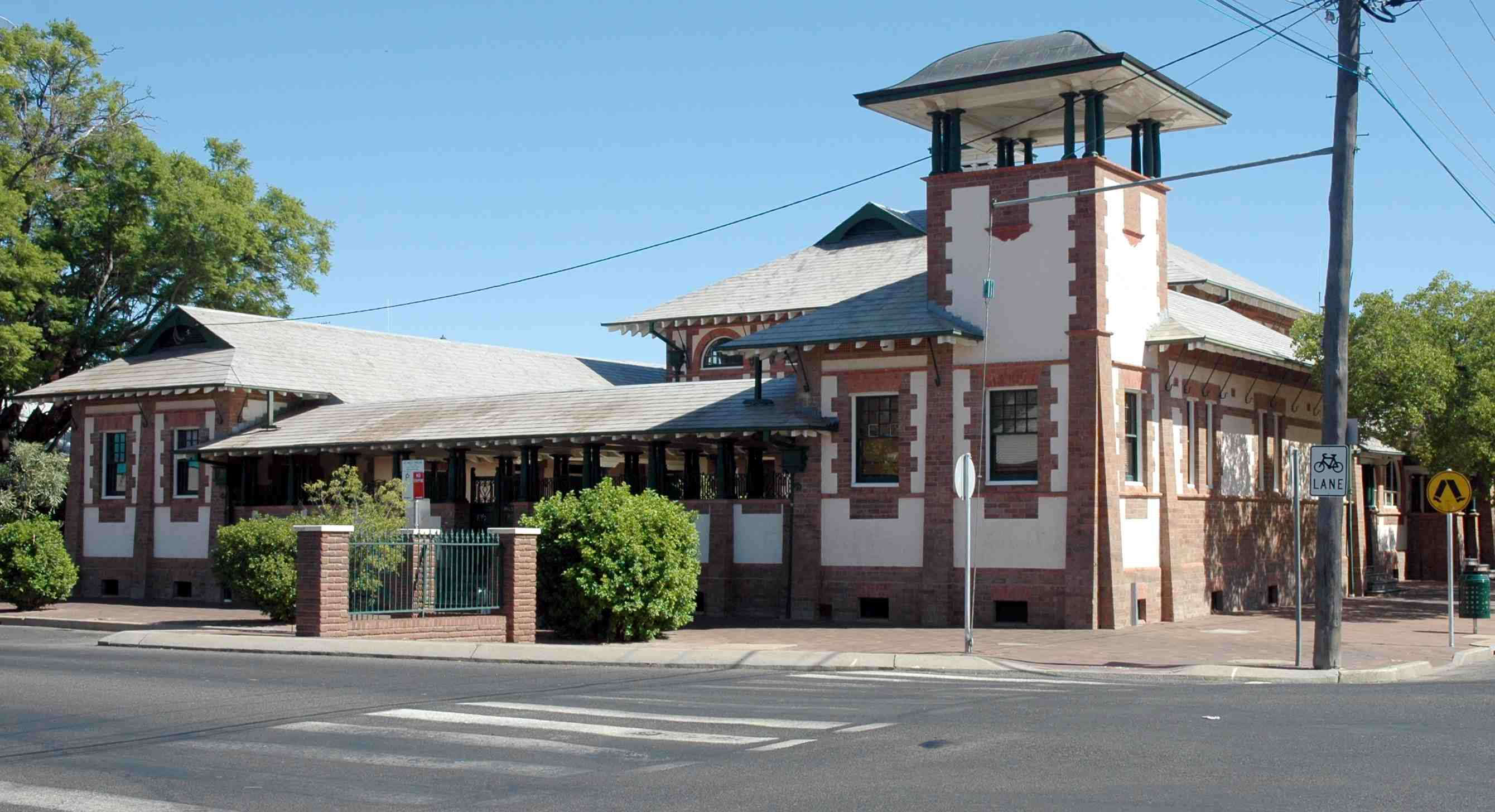

Bourke är en liten stad i norra delen av New South Wales, Australien. Vid 2021 års folkräkning hade Bourke 1 535 invånare.

## Historia
Marken där Bourke ligger nåddes av brittiska kolonisatörer under 1820-talet. Staden hette ursprungligen Prattenville tills den fick sitt nuvarande namn efter New South Wales guvernör Richard Bourke på 1830-talet.
Bourke var en hamn där gods och resenärer passerade med hjulångare längs Darling River. Flodtransporterna avtog dock när järnvägen nådde Bourke 1885. Järnvägsstationen stängdes 1990 efter att stora skador från en översvämning förstört spåret, och järnvägsstationen används numera för turistinformation.
År 1895 drabbades Bourke hårt av en värmebölja som dödade 47 personer på 13 dagar. Då låg den dagliga maxtemperaturens medel på 47°C.

## "Back o' Bourke"
Bourke anses ligga på kanten till Australiens stora utmark the Outback (vilken ligger norr och väster om Bourke). Detta återspeglas i det traditionella australiska uttrycket "back o' Bourke" vilket syftar på the Outback.